# Qari Ahmadullah
Qari Ahmadullah  (d. 27 de dezembro de 2001) foi um político afegão e ministro do Interior dos Talibã em 1996. 
Também foi responsável por subornar comandantes anti-Talibã para desertar das fileiras da oposicionista Frente Islâmica para a Salvação do Afeganistão. Ahmadullah ainda comandou as tropas combatentes na linha de frente no norte do país contra a Aliança do Norte.
De acordo com o testemunho de Abdul Haq Wasiq, antes de seu Combatant Status Review Tribunal, Ahmadullah foi ministro da Inteligência e governador da província de Takhar. Abdul Haq descreveu Ahmadullah como um homem sem instrução.
Ele foi supostamente morto nos dias de abertura de 2002, em um ataque aéreo americano contra a casa de Mulá Taha em Zadran. Mas uma investigação recente de Harper's Magazine, doze anos após o incidente, diz que Ahmadullah está vivo.